# Johan Fagerudd
Johan Fagerudd, född 13 oktober 1964 i Jakobstad, Finland, är en finlandssvensk skådespelare. Han är utbildad vid Teaterhögskolan i Helsingfors. Han har medverkat i flera teaterföreställningar i både Finland och Sverige samt haft roller i såväl tv som film. Johan Fagerudd är skaparen av den uppmärksammade humorserien Kent från Jeppis, som han spelar flera roller i. Han hade även en biroll i den flerfaldigt prisbelönta finska filmen Aurora.
Han är gift med Wivan Nygård-Fagerudd och far till skådespelaren och radioprofilen Siri Fagerudd. 

## Filmografi
- 1994 – Jagande efter vind (kortfilm)
- 1994 – Småstadsberättelser (TV-serie)
- 2003 – Sibelius
- 2003 – Skeppsholmen (TV-serie)
- 2003 – Operation Stella Polaris
- 2004 – Gunstlingen
- 2005 – Kent från Jakobstad (TV-serie)[2]
- 2007 – Colorado Avenue
- 2010 – Historien om en dedication
- 2011 – Tysta leken
- 2011 – Kent från Jeppis (TV-serie)[3]
- 2015 – Toiset tytöt
- 2019 – Kent från Jeppis (TV-serie)[4]
- 2019 – Aurora

## Teater

### Roller
- 2015 – Paulet i Maria Stuart av Friedrich Schiller, regi Peter Konwitschny, Dramaten

### Fotnoter
1. ↑  ”Johan Fagerudd”. Svensk Filmdatabas. http://sfi.se/sv/svensk-filmdatabas/Item/?type=PERSON&itemid=199348&iv=OVERVIEW. Läst 17 augusti 2012.
2. ↑  ”Jeppispojan matka | Jakso 1: Kaipuuta ja yksinäisyyttä” (på finska). https://areena.yle.fi/1-1331837. Läst 25 december 2020.
3. ↑  ”Jeppispojan matka | Jakso 4: Kent palaa Pietarsaareen” (på finska). https://areena.yle.fi/1-1354597. Läst 25 december 2020.
4. ↑  ”Jeppispojan matka | Jakso 7: Isä” (på finska). https://areena.yle.fi/1-50104727. Läst 25 december 2020.